# Mercedes-Benz CLK-klass
Mercedes-Benz CLK-klass är en serie personbilar, tillverkade av den tyska biltillverkaren Mercedes-Benz mellan 1997 och 2009.
CLK-klassen ersatte coupé-modellerna av Mercedes-Benz E-klass. Tekniken baseras på bilarna C-klass och E-klass.

## W208 (1997-2003)
Se vidare under huvudartikeln Mercedes-Benz W208.

## W209 (2002-2009)
Se vidare under huvudartikeln Mercedes-Benz W209.

## Mercedes-Benz CLK-AMG Black Series
Mercedes-Benz CLK-AMG Black Series, även kallad "The Black Merc", är en modell baserad på Mercedes Benz CLK63 AMG, men med förbättrade prestanda.

## Bilder

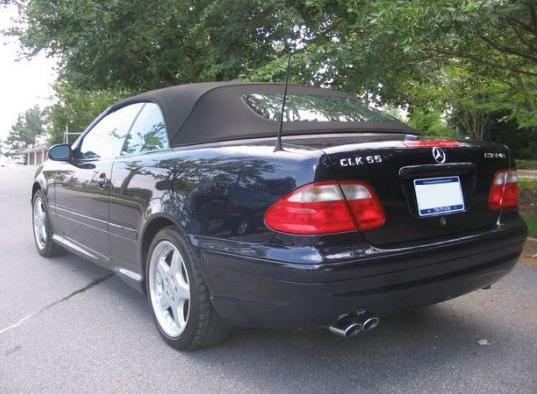
Mercedes-Benz CLK55 AMG
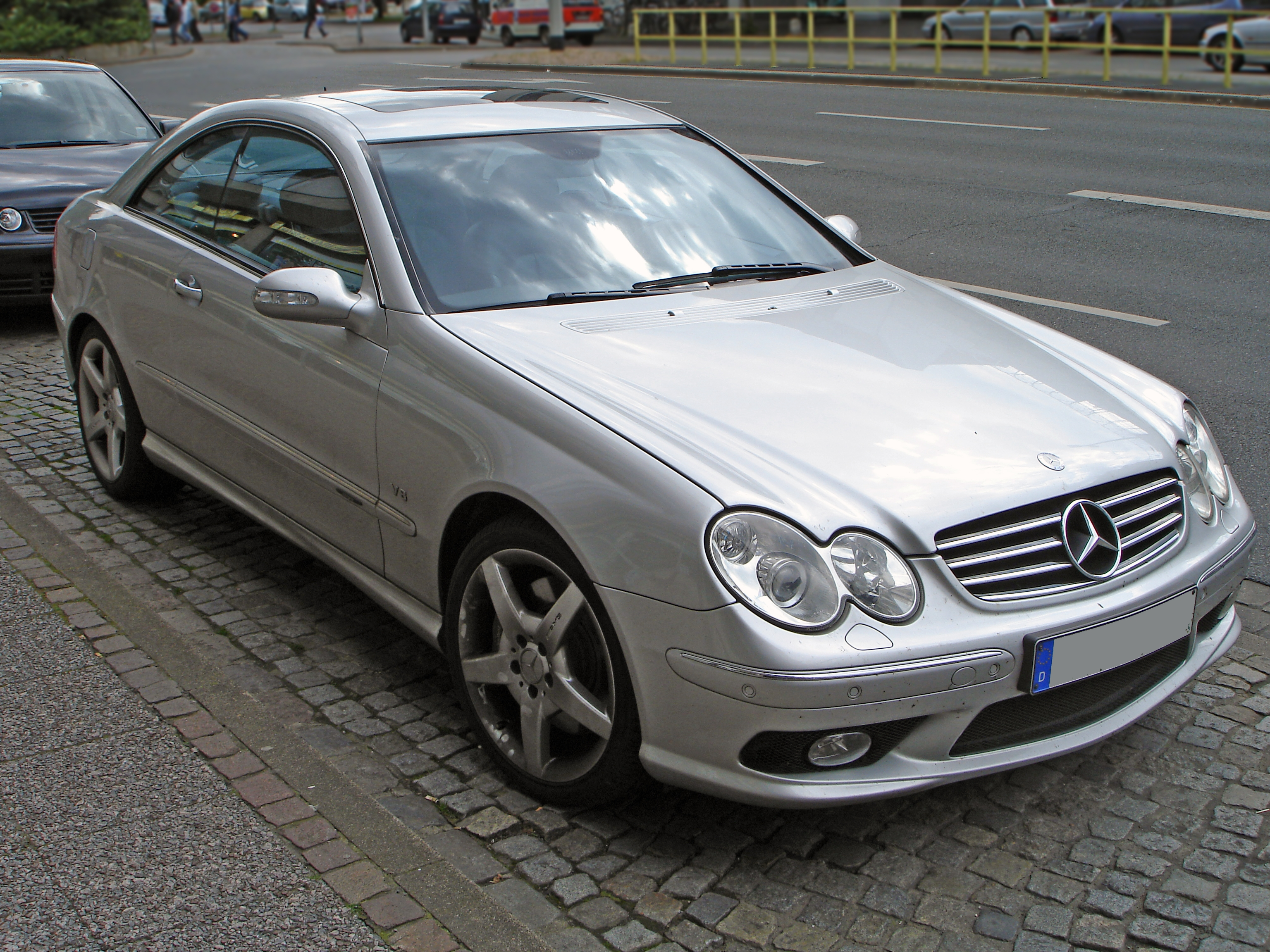
Mercedes-Benz CLK500
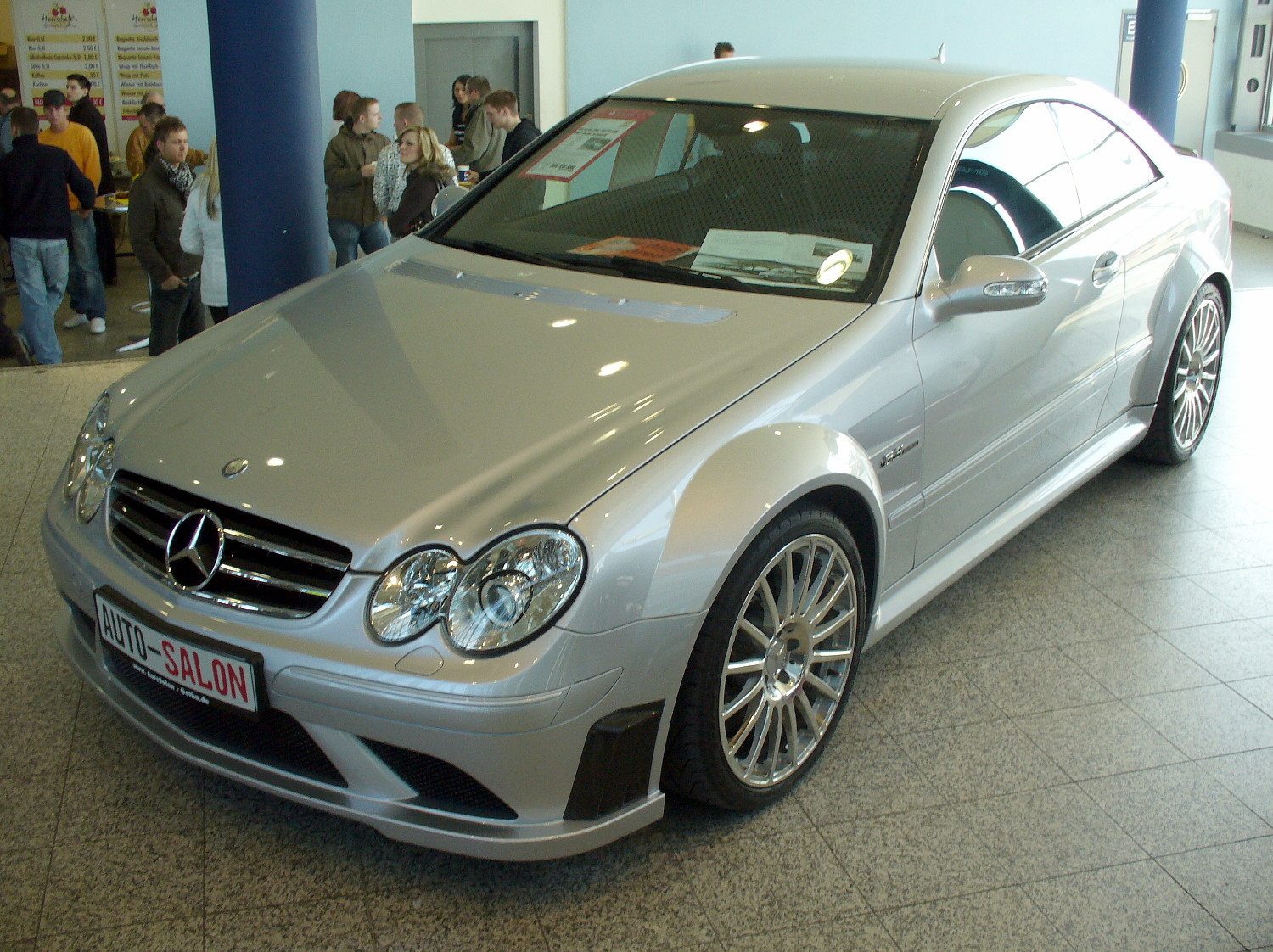
Mercedes-Benz CLK 63 AMG Black Series